# Chlorek chromu(III)
Chlorek chromu(III), CrCl3 – nieorganiczny związek chemiczny, sól kwasu solnego i chromu na III stopniu utlenienia.

## Izomeria hydratacyjna heksahydratu chlorku chromu(III)
Uwodniony chlorek chromu(III), wiążący sześć cząsteczek wody, występuje w trzech postaciach o tym samym wzorze sumarycznym:
[CrCl2(H2O)4]Cl·2H2O – ciemnozielony
[CrCl(H2O)5]Cl2·H2O – jasnozielony
[Cr(H2O)6]Cl3 – fioletowy
i jest przykładem izomerii hydratacyjnej związków kompleksowych. Za pomocą badań spektrofotometrycznych w roztworach wodnych, gdzie obecne były wysokie stężenia jonów wodorowych, zaobserwowano wyraźne zmiany w widmach, wraz ze wzrostem liczby skoordynowanych jonów chlorkowych. Udowodniono również istnienie kompleksowej formy cis- oraz trans- o wzorze [CrCl2(H2O)4]+. 
Proces izomeryzacji pomiędzy formami [CrCl2(H2O)4]Cl·2H2O- [CrCl(H2O)5]Cl2·H2O- [Cr(H2O)6]Cl3, w dużym stopniu zależy od temperatury prowadzenia procesu. Wraz ze wzrostem temperatury roztworu następuje izomeryzacja kompleksów od formy dwuwodnej (roztwór ciemnozielony) poprzez formę jednowodną (roztwór jasnozielony) aż do formy bezwodnej (roztwór fioletowy). Obniżanie temperatury powoduje odwrócenie kolejności od formy bezwodnej do formy dwuwodnej. 

## Otrzymywanie
Bezwodny chlorek chromu można otrzymać bezpośrednio w reakcji pierwiastków: metalicznego chromu i chloru:
2 Cr + 3 Cl2 → 2 CrCl3
lub pośrednio przepuszczając gazowy chlor przez mieszaninę tlenku chromu(III) Cr2O3 i węgla w temp. 800 °C:
Cr2O3 + 3 Cl2 + 3 C → 2 CrCl3 + 3 CO
Formę uwodnioną można otrzymać poprzez roztworzenie chromu w kwasie solnym.

## Zastosowanie
Chlorek chromu stosuje się:
- jako zaprawę przed farbowaniem tkanin,
- do chromowania metodą galwanizacji,
- jako substrat do otrzymywania innych związków chromu.